# Tráfico de ouro no Brasil
No Brasil, o garimpo e o contrabando interno e externo de ouro compõe a maior parte do mercado em torno do minério, assumindo frequentemente um status jurídico ambíguo através de fraudes e dissimulações da origem ilegal do ouro, que convive junto ao mercado nitidamente clandestino. A razão dessa porosidade é, na avaliação de pesquisadores da área ambiental, o estado atual da legislação brasileira relativa à exploração de minérios, especialmente a Permissão de Lavra Garimpeira, que admite a auto-declaração sem mecanismos riogorosos de verificação de origem e avaliação ambiental da atividade, facilitando os esquemas de falsificação e lavagem das quantias, denominado esquentamento. Desse modo, os dados sobre proporção de ouro irregular comercializado são frequentemente imprecisos, considerados aquém da real magnitude. O tráfico de ouro interage com outra atividades criminosas, representa, por vezes, uma meio de lavagem de dinheiro proveniente do tráfico de drogas, armas e grilagem de terra.
Os principais destinos estrangeiros para o ouro ilegal do Brasil são paises europeus, como Reino Unido e Suiça, e o Canadá.
A responsabilidade pela fragilidade do controle institucional do comércio de ouro é por vezes atribuída diretamente à Agência Nacional de Mineração e Receita Federal, além de orgãos com função adjacentes de vigilância territorial e ambiental.